# درميان (مقاطعة دورود)
درميان (بالفارسية: درمیان) هي قرية تقع في قسم جان الريفي (مقاطعة دورود) في إيران. يقدر عدد سكانها بـ 548 نسمة بحسب إحصاء 2016.